# Langues en Écosse
Les diverses influences ayant baigné l'Écosse se traduisent également dans une pluralité de langues. Deux sont officielles, l'anglais et le gaélique écossais. Cette dernière, langue traditionnelle aujourd'hui minoritaire, a très largement perdu sa place face à l'anglais écossais, variété régionale de l'anglais moderne. Le scots, langue germanique proche de l'anglais, est l'idiome régional des Lowlands, au sud du pays ; l'écrivain Robert Burns l'a largement utilisé dans ses œuvres.

## Langues celtiques
Les langues celtiques utilisées en Écosse appartiennent à la famille des langues celtiques insulaires et peuvent être subdivisées en trois groupes, langues gaéliques, langues brittoniques et sans certitude le picte.  
La langue gaélique principalement parlée en Écosse est le gaélique écossais. Arrivée depuis l'Irlande au VIe siècle sous l'influence du royaume de Dalriada, elle est aujourd'hui toujours utilisée dans certaines régions des Highlands ainsi que dans les Hébrides, et par certaines communautés dans les grandes villes du pays. L'étude des noms révèle cependant que le gaélique écossais était autrefois parlé sur un bien plus large territoire.  Il est reconnu par le Royaume-Uni comme langue régionale de l’Écosse selon la Charte européenne des langues régionales ou minoritaires, et depuis une loi du parlement écossais votée le 21 avril 2005 c'est une langue officielle de l'Écosse (avec l'anglais). Il est utilisé dans la signalisation routière bilingue. Le gaélique écossais comptait, en 2006, 58 750 locuteurs.
Le gaélique du Galloway est un dialecte gaélique disparu, autrefois parlé dans le sud-ouest de l'Écosse. Il fut ainsi utilisé par les rois de Galloway puis par les populations de Galloway et Carrick jusqu'au début de l'ère moderne. Il fut également parlé dans les régions d'Annandale et de Strathnith.
Le Beurla-reagaird est un cryptolecte utilisé par les gens du voyage écossais, proche du shelta irlandais.
Tout comme le mannois et l'irlandais, le gaélique écossais est issu du moyen irlandais, lui-même dérivé du vieil irlandais issu de l'irlandais primitif, la plus ancienne forme de langue gaélique connue.

### Langues brittaniques
Aucune des langues brittaniques parlées historiquement sur le territoire de l'Écosse n'est plus aujourd'hui utilisée.
Le brittaniques commun[Quoi ?] a pu être parlé dans le sud du pays aux temps de l'invasion romaine. Le cambrien fut parlé dans l'Hen Ogledd, région rassemblant le Royaume de Strathclyde, la Cambrie et le nord de l'Angleterre ; il a sans doute disparu au XIe siècle.

### Picte
Bien qu'il ne semble pas certain qu'il appartienne à la famille du celtique insulaire, le picte était la langue parlée par les Pictes, peuple des Lowlands d'Écosse, entre le IIIe siècle et le IXe siècle. Les preuves de l'existence de cette langue se limitent à des noms de lieux et de personnes trouvés sur des monuments et dans des textes d'époque. À son apogée, il semblerait qu'elle ait été parlée des Shetland au Fife. Une forme précoce du picte est possiblement le pritennique.

## Langues germaniques
Deux langues germaniques occidentales du groupe anglic sont aujourd'hui parlées en Écosse, le scots et l'anglais écossais. Le norne, une langue scandinave, est aujourd'hui éteint. Le northumbrien, issu du vieil anglais et parlé dans le royaume angle de Northumbrie, évolua en scots dans le nord de la Northumbrie.

### Scots
Le scots naissant, aussi appelé inglis, est la langue issue du langage littéraire du moyen anglais parlé en Écosse avant 1450. Dérivé du vieux northumbrien, un des dialectes septentrionaux du vieil anglais parlé au nord de la rivière Humber, en Grande-Bretagne, avant l'invasion normande (1066),et influencé par le vieux norrois, apporté dans l'île par les Vikings danois au IXe siècle, il demeure très proche de l'anglais. Il s'est transformé en scots moyen, aussi appelé Lowland Scots ou Lallans.
Le scots est une langue pluricentrique. Bien que de nombreuses tentatives de standardisation aient été réalisées, la langue reste constituée de différents dialectes, aucun ne pouvant être considéré comme plus correct ou officiel que les autres. Ces dialectes comprennent le doric, parlé au nord-est, l'orcadien et le shetlandais (tous deux influencés par le norn), mais aussi le glasgewian et le scots du sud des Borders. Le Scots-Yiddish est un hybride du début du XXe siècle.
Actuellement, le scots (appelé en scots the Scots leid, the Scotch tung, etc.) est parlé en Écosse et dans le nord de l'Irlande (dans l'Ulster). Le scots constitue notamment l'idiome régional propre aux Lowlands, dont l'un des dialectes est le doric.
En raison de différences existant entre les dialectes du scots et de la non-existence d'une autorité de régulation, il n'existe pas d'orthographe standard pour le scots et ce, en dépit de plusieurs efforts émanant de locuteurs de cette langue.
Le scots n'a pas connu l'importante modification de la prononciation des voyelles (grand changement vocalique) qu'a connue l'anglais. À titre d'exemple, le mot anglais « town » se prononce avec une diphtongue, mais le mot équivalent en scots, « toun », se prononce /tun/.
Le poète Robert Burns, auteur entre autres de la chanson Auld Lang Syne, est l'un des écrivains de langue scots les plus connus et les plus populaires.

### Anglais écossais
L'anglais écossais est la variété régionale de l'anglais en usage en Écosse, appelée en anglais Scottish English ou Scottish Standard English. C'est la langue écrite usuelle en Écosse dans les textes non littéraires. Elle ne doit pas être confondue avec le scots, langue germanique très proche mais distincte de l'anglais moderne ; quoique les deux noms aient souvent été employés l'un pour l'autre, l'usage moderne est de séparer clairement les deux. Il a été très influencé par le scots et le gaélique écossais. L'influence de ce dernier est plus importante dans l'anglais des Highlands et l'anglais des Hébrides.
L'anglais écossais est le résultat de l'interférence linguistique entre le scots et l'anglais à partir du XVIIe siècle. Le passage de nombreux locuteurs du scots à l'anglais se fit au prix de nombreux compromis phonologiques et transferts sémantiques, ainsi que de phénomènes d'hypercorrection. L'orthographe, la ponctuation et la grammaire de l'anglais écossais suivent généralement l'usage de l' Oxford English Dictionary. L'anglais des Highlands diffère un peu de celui des Lowlands, en ce qu'il reflète une plus grande influence phonologique, grammaticale et lexicale de la langue de substrat, le gaélique écossais.
En dépit de variations régionales et sociales, l'anglais écossais possède un certain nombre de traits de prononciation caractéristiques. Il existe peu de différences de grammaire avec les autres variétés d'anglais, bien que la forme progressive s'emploie typiquement avec une plus grande fréquence qu'ailleurs, par exemple avec certains verbes de sens statif (I'm wanting a drink « Je veux un verre »). Au futur, la forme progressive indique souvent une supposition (You'll be coming from Glasgow « Tu dois venir de Glasgow »).
L'anglais écossais possède un certain nombre de mots peu usités au sud du Royaume-Uni (ainsi que dans d'autres variétés d'anglais) ; certains font partie du vocabulaire général, tels que outwith « hors de » (plutôt que outside of), off of « dans » (dans l'usage de into), wee « petit » (mot du scots, employé aussi en anglais irlandais), pinkie « petit doigt, auriculaire » (plutôt que « little finger »), janitor « concierge, gardien » (plutôt que caretaker) ; d'autres désignent des réalités culturelles spécifiques, comme haggis ou caber.

### Norne
Le norne est une langue morte scandinave parlée jadis dans les Shetland et les Orcades, au large de la côte septentrionale de l'Écosse, et dans le Caithness. Après la restitution de ces îles à l'Écosse par la Norvège au XVe siècle, l'usage du norne a été entravé par le gouvernement écossais et par l'Église d'Écosse (église nationale), et cette langue a peu à peu cédé la place au scots. On ne sait pas précisément à quand remonte l'extinction du norne. Il semble que quelques personnes parlaient encore la langue au XIXe siècle, mais il apparaît probable que le norne s'est éteint au XVIIIe siècle, au plus tard. On retrouve des formes de norne dans les dialectes scots et anglais écossais parlés sur ces îles aujourd'hui encore.